# Rhizotrogus genei
Rhizotrogus genei är en skalbaggsart som beskrevs av Blanchard 1851. Rhizotrogus genei ingår i släktet Rhizotrogus och familjen Melolonthidae. Inga underarter finns listade i Catalogue of Life.